# Marie Louise av Bourbon-Parma
Marie Louise av Bourbon-Parma, född 17 januari 1870 i Rom, död 31 januari 1899 i Sofia, var furstinna av Bulgarien och gift med Ferdinand av Bulgarien.

## Biografi
Marie Louise var dotter till Robert I av Parma och Maria Pia av Bägge Sicilierna. Hon växte upp i Schweiz, där hon uppfostrades av brittiska guvernanter. Hon tyckte om musik och litteratur och sägs ha varit en god gitarrspelare och pianist. Hon beskrivs som charmerande och bildad. 
20 april 1893 ingick hon äktenskap i Villa Pianore i Lucca med Ferdinand av Bulgarien. Giftermålet arrangerades 1892 av fadern och hennes blivande svärmor Clémentine av Orléans. Makarna tyckte inte om varandra och Ferdinand ska ha tyckt illa om hennes utseende. En konflikt utbröt 1895 då Ferdinand, i syfte att bli erkänd av den ryske monarken, ville döpa deras äldste son i den ortodoxa tron. Marie Louise protesterade med stöd av fadern och svärmodern och vistades 1895–1896 i Frankrike. Hon återvände dock till Bulgarien 1896 och närvarade med maken vid ett statsbesök i Storbritannien 1897 och i Ryssland 1898. Hon led av tilltagande dålig hälsa och avled 1899 i barnsäng, kombinerad med lunginflammation.

## Barn
- Boris III (1894–1943)
- Kyril (1895–1945)
- Eudoxia (1898–1985)
- Nadezjda (1899–1958) gift med hertig Albrekt Eugen av Württemberg